# Paribun
Paribun is een bestuurslaag in het regentschap Karo van de provincie Noord-Sumatra, Indonesië. Paribun telt 903 inwoners (volkstelling 2010).